# 約翰·麥凱恩
約翰·席德尼·麥凱恩三世（英語：John Sidney McCain III，台灣常譯作馬侃、麥肯，1936年8月29日—2018年8月25日），為美國軍人、政治人物、共和黨重量級人物、新保守主義者，生前代表亞利桑那州為該州的參議員，曾於2008年代表共和黨參選美國總統。麥凱恩在過世前，是美國參議院仅有的几位越战老兵之一，其在戰爭前線的經歷以及在戰俘營内的抵抗表現，使他受到不分黨派的尊崇。
麥凱恩生於美國控制的巴拿馬運河區（被視作美國非建制属地），父親小約翰·席德尼·麥凱恩和祖父老約翰·席德尼·麥凱恩皆曾晉階至美國海軍上將，而他們共同併列為編號DDG-56的阿利·伯克級驅逐艦「約翰·S·麥凱恩號」（USS John S. McCain）的冠名緣由。
麥凱恩在維吉尼亞州的亚历山德里亚圣公会中學和安那波利斯的美国海军学院接受教育。他接著擔任海軍的飛行員，在越戰执行战斗任务。1967年，麥凱恩被俘並拘禁了長達五年半的時間。長時間的拘留造成了永久創傷，但也使他成為全国知名人物。
获釋回国後，麥凱恩在1981年退役。他在翌年當選亞利桑那州第一選區的聯邦眾議員，在1986年當選該州聯邦參議員。他成功連任五次，最後一次在2016年當選。他大致上跟隨共和黨的投票取向，但在此期間曾經偏離黨內的主流意見。
麥凱恩在2000年美國總統選舉中曾經角逐共和黨的提名，但被德州州長小布希擊敗。2007年宣布参加2008年美國總統選舉，並在初選中擊敗黨內對手成為共和黨總統候選人，最終在與民主黨時任參議員奧巴馬的對決中，以52.9%對45.7%的普選票、365票對173票的選舉人票數落敗。此後，麥凱恩繼續活躍於參議院，不時批評奧巴馬和特朗普的政策。2017年7月，麥凱恩確診腦腫瘤，隨後減少在參議院中的工作量而不再出席會議，不久後於2018年8月25日病逝，享壽81歲。

## 早年生活和軍事生涯

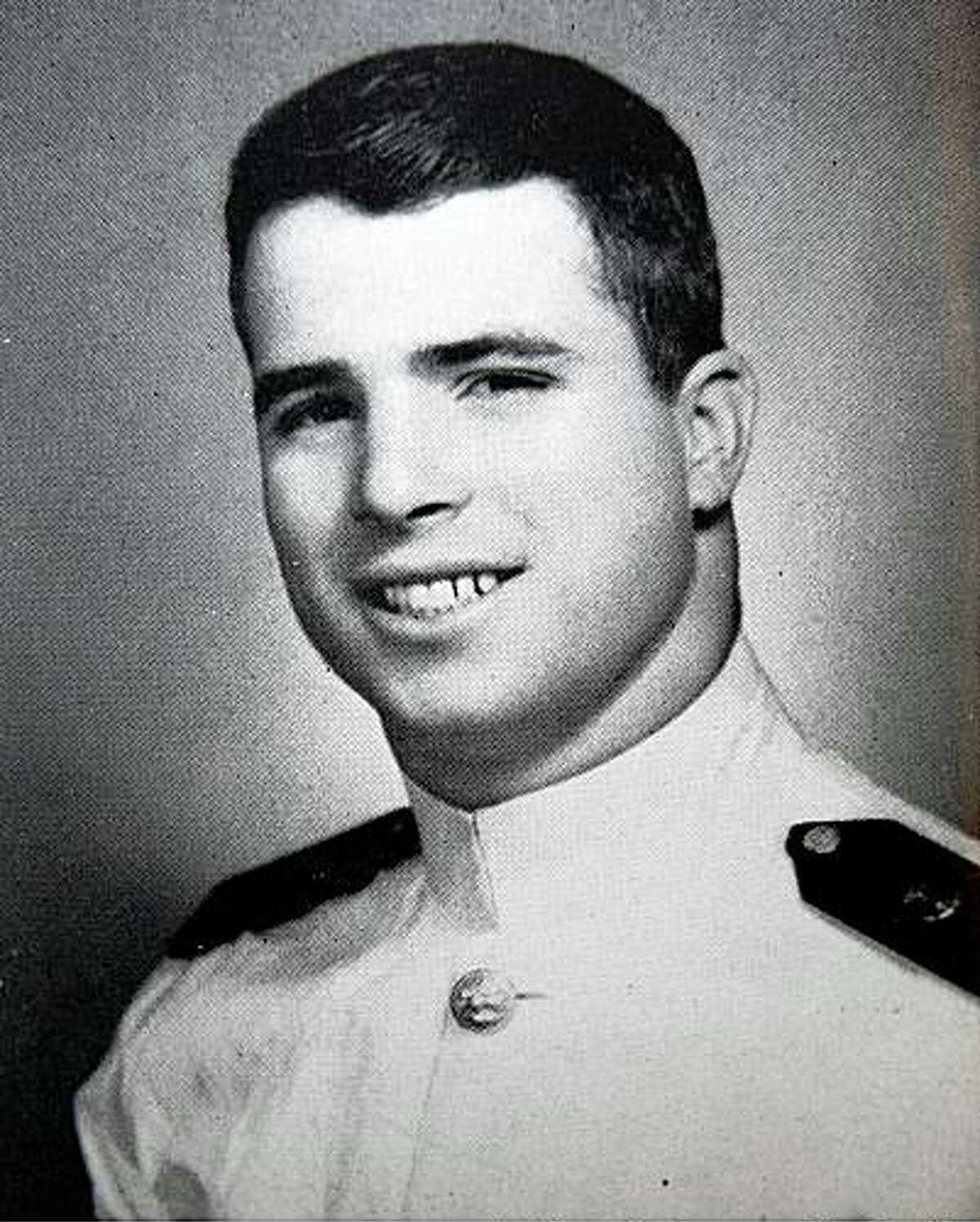
就讀美國海軍學院的麥凱恩（1954年）

麥凱恩生於美國控制的巴拿馬運河區一個名為可可索羅的美國海軍基地的海軍醫院。儘管生於美國境外，他的雙親皆為美國公民、並且在出生時皆已取得公民籍，這代表麥凱恩有資格參選總統。麥凱恩的父親小約翰·麥凱恩和祖父老約翰·麥凱恩皆為知名的美國海軍上將，當後來麥凱恩於越戰中被俘虜時，他的父親仍於越南戰區指揮軍隊。他的祖父曾在1945年二戰的沖繩島戰役中指揮海軍飛行隊。他的母親為蘿伯塔·萊特（1912年生）。麥凱恩就讀了位於亚历山德里亚的聖公會中學（Episcopal High School）並且於1954年畢業。在那年秋天，如同祖父和父親選擇的道路，麥凱恩進入了美国海军学院就讀，並且在1958年畢業。在1965年，麥凱恩與一名來自費城的女模特兒卡羅·西普結婚，期間多次有婚外情行為，1979年他猛烈追求Cindy，也就是他的現任妻子。女模車禍受傷養病期間，麥凱恩提出離婚，在1980年4月2日正式離婚。他本人形容這短暫的婚姻時用了“我一生中最大的不道德行為”（my greatest moral failure.）

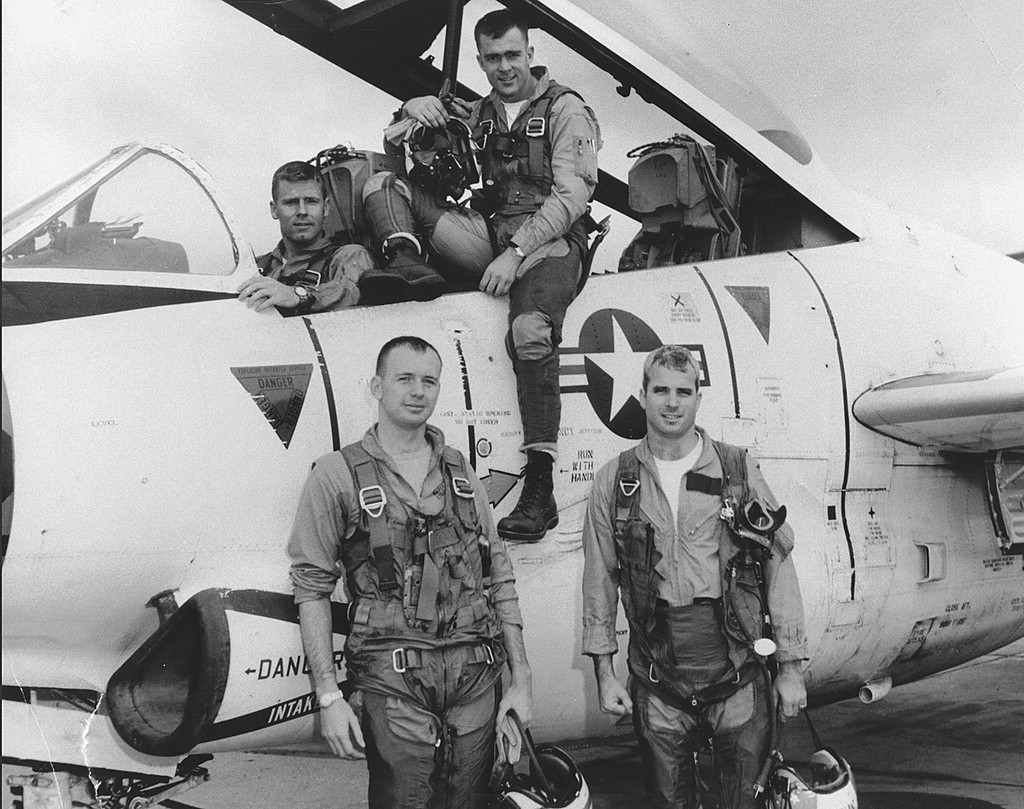
站在右邊的是擔任飛行教官的中尉約翰·麥凱恩，其他人是他的飛行中隊成員。時值1965年。

在從安那波利斯畢業後，麥凱恩先後前往位於佛羅里達州彭萨科拉以及德州的科珀斯克里斯蒂的海軍飛行基地接受訓練，在柯柏斯克里斯提的一次練習飛行中麥凱恩的飛機發生意外墜落至科珀斯克里斯蒂灣，但麥凱恩僥倖逃生只受到了輕傷。最後他終於畢業，並且进入海軍的轻型攻擊部队。

### 越戰
麥凱恩在1967年7月29日又一次死裡逃生。當時美國海軍的福萊斯特號正駛離越南海岸準備發起攻擊行動，一架停在甲板上的F-4幽靈式戰鬥機掛載的火箭突然意外發射，擊中了麥凱恩所駕駛、正準備起飛的A-4E天鷹式攻擊機。撞擊力量擊破了天鷹攻擊機的油箱，造成燃油開始洩漏，兩枚機載的炸彈也掉了下來。麥凱恩爬出了駕駛艙，跳離正在燃燒中的航空母艦甲板，緊接著就在意外發生的90秒後，掉落的炸彈在飛機底部爆炸。麥凱恩的腿部和胸部都被彈片擊中，但仍僥倖逃過一劫。爆炸和接踵而來的大火造成艦上134名水手罹難，62人受伤，摧毀了至少20架飛機，並差點造成航艦沉沒。稍後麥凱恩自願加入奧里斯卡尼號航空母艦的VA-163「聖徒」飛行中隊，並進行23次轟炸任務。
在1967年10月26日，麥凱恩駕駛的A-4天鷹式攻擊機被一枚北越的防空飛彈擊落，墜毀在竹帛湖附近，在彈射出飛機時他還摔斷了雙臂和一條腿。在他逐漸恢復意識後，發現自己已被一大群越共包圍，不斷對他吐口水和踢踹，還扯掉了麥凱恩的飛行員服裝。他被北越士兵抓去拷問，拷問過程中還用刺刀戳擊他的左腳和鼠蹊部，他的肩膀也被步槍槍托所擊碎。接著麥凱恩被轉移至火爐監禁所—也就是被美軍俘虜們戲稱為「河內希爾頓」的地方。
當麥凱恩抵達河內希爾頓後，他被監禁於一間小囚房裡，並且每天都會被審訊。由於麥凱恩拒絕向北越提供任何情報，他經常被拷打至失去意識為止。
當北越人發現麥凱恩不但是飛行員，他的父親還是美軍太平洋指揮總部（CINCPAC）的總指揮官—所有美軍在越南的部隊的指揮官時，北越人給了麥凱恩被釋放回國的機會，但他斷然拒絕了交换条件。

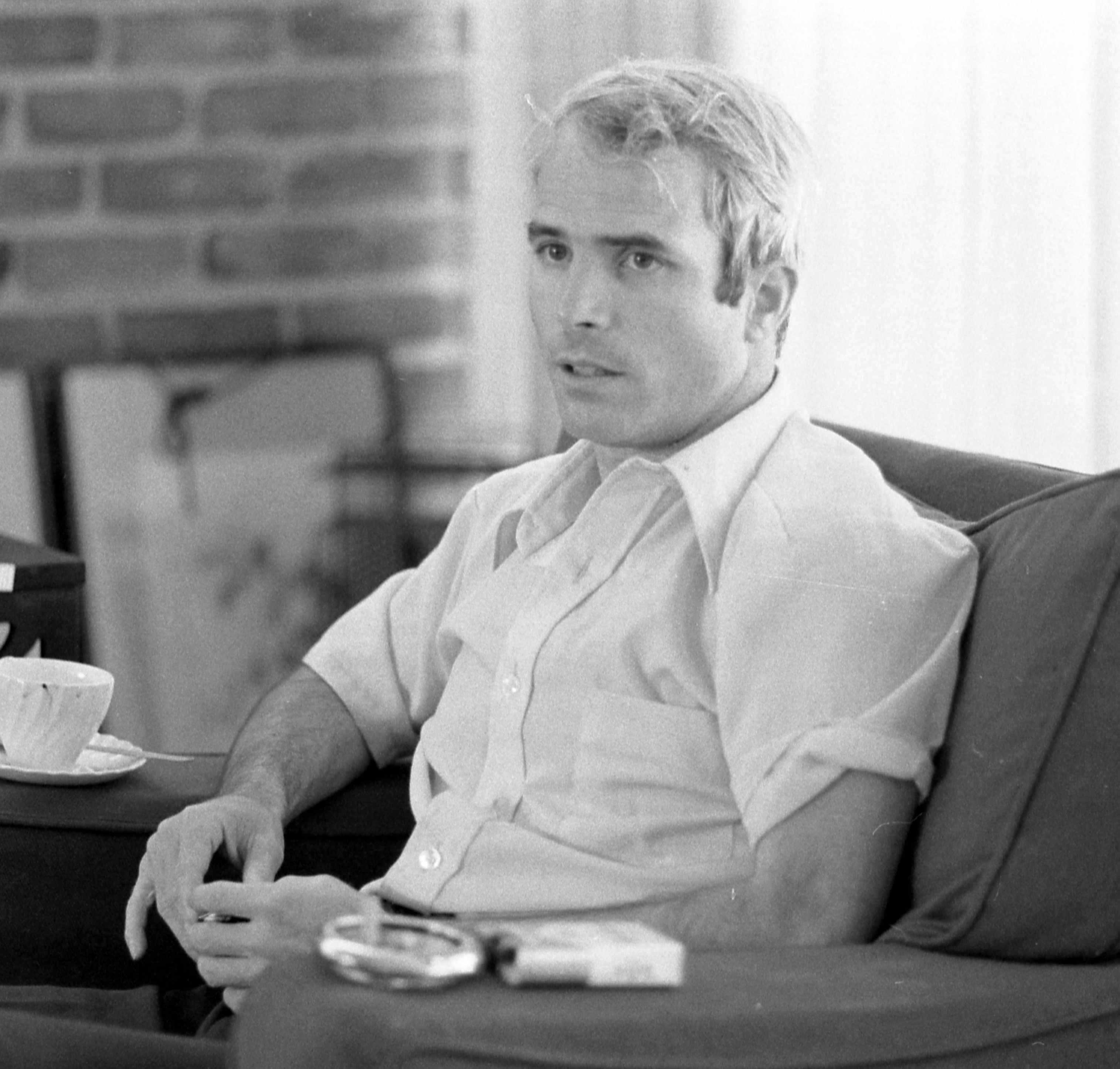
1974年4月24日麥凱恩剛被釋放回美國後接受訪問的鏡頭。當時僅37歲的麥凱恩已滿頭白髮，從此不能舉起手臂。

有一次在經過嚴厲而殘忍的拷打後，當麥凱恩的手臂已被打到抬不起來時，他被迫簽下一份由越南文寫成的反美宣傳文件。依據麥凱恩的說法，誤簽這份文件是他身為戰俘的數年裡最感到後悔的一件事。不過在麥凱恩簽下文件後，北越人覺得這份文件不夠好而沒有使用，試著強迫他簽下第二份聲明，這次麥凱恩拒絕了。由於不斷拒絕北越的要求，麥凱恩每週固定都要被拷打兩到三次。
麥凱恩在北越當了五年半的戰俘，大多數時間都被拘禁於臭名昭彰的河內希爾頓，最後他終於在1973年被釋放，而理查德·尼克松也準備撤軍。由於最初拒絕北越提供的特殊釋放的機會，麥凱恩被額外拘禁了將近五年的時間。在被釋放後不久麥凱恩重新返回崗位，成為海軍VA-174「地獄剃刀」飛行中隊的指揮官：一支駐紮在東海岸、配備A-7海盜式攻擊機的海軍訓練中隊。在1976年他成為美國海軍在參議院的聯絡官。他在1981年以上校的軍階自海軍退役。在他的軍事生涯中他總共取得一枚銀星獎章、一枚銅星獎章、一枚功勳勳章（Legion of Merit）、一枚紫心勳章、以及一枚飞行优异十字勋章。

## 政治生涯

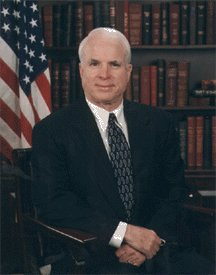
1986年，參議員約翰·麥凱恩。

在1981年麥凱恩與辛蒂·亨絲莉結婚，並且遷徙至亞利桑那州鳳凰城。他在那裡替岳父經營的百威啤酒代理分销公司工作，在那裡他也開始得到當地商業團體的政治支持。當亞利桑那州任職最久的共和黨眾議員約翰·雅各·羅德（John Jacob Rhodes）宣布退休時，麥凱恩宣布將角逐以共和黨籍參選1982年的眾議員選舉，最後成功當選。在1986年，順應共和黨參議員貝利·高華德的退休，麥凱恩也成功在接下來的選舉中接替他的參議員職位。

## 2000年總統選舉
在1997年，時代雜誌將麥凱恩列為「美國最具影響力的25人」。麥凱恩在1999年所寫的回憶錄《將門虎子》（Faith of My Fathers）成為了最暢銷書，這也促漲了他的總統選舉聲勢。麥凱恩跳過了在愛荷華州的共和黨初選，專注於贏得新罕布夏州的初選。在訪問至一個城鎮時他发表了10分鐘的演講（主題為竞选改革議題），接著宣布他將會留在那裡回答每一個人的問題。他在新罕布夏州逗留了200多個地點，幾乎走遍新罕布夏州的每一個鎮，試圖以這種「零售政治」的宣傳方式戰勝布希的家族名聲。最後他以49-30的票數贏得新罕布夏州初選，瞬間成為时下知名人物。分析家預言若是麥凱恩在南卡羅來納州獲勝，他將會擁有無可抵擋的獲勝氣勢。然而，麥凱恩輸掉了南卡羅來納州的初選，使得布希重振選舉氣勢。分析将麥凱恩在南卡羅來納州落败归咎于布希動員了該州的福音派選民，同時麥凱恩的選戰策略有失误，将布希的诚实与时任总统克林顿做比较的竞选广告给选民的感觉过于负面。双方均指责对方有攻讦行为。據傳布希陣營還發起了一次虛假的電話民意調查以抹黑麥凱恩，鎖定南方的保守派共和黨選民為目標，在電話中质问选民是否支持麥凱恩，如果他與黑人婦女有混血私生女。麥凱恩實際上的確从孟加拉领養了一个女兒。這種抹黑論調在布希的選戰助手卡爾·洛夫（Karl Rove）所著的Bush's Brain一書裡也出現過。除此之外，保守派的評論家Rush Limbaugh也表態支持布希的選戰。
在南卡羅來納州被擊敗後，麥凱恩再也沒有恢復最初的氣勢，雖然他後來仍贏得了密西根州和亞利桑那州的初選。不過，麥凱恩在維吉尼亞州的一次演講中犯下了致命的錯誤；在演講中麥凱恩批評了基督教右派的福音派名人如Pat Robertson和Jerry Falwell，這個錯誤最終使他失去了贏得密西根州初選所能帶來的氣勢。麥凱恩接著在維吉尼亞州的初選中落敗，並在隔週密集的初選日裡連續輸掉13個州裡的9個州。麥凱恩的失敗被認為是因為他的錯誤發言所導致，尤其是他之前曾錯誤指控布希有反天主教傾向。同時也是因為他錯誤的批評了右派宗教人士。麥凱恩還被批評曾經稱呼那些俘虜他的越南人為「gooks」（對亞裔人士的貶稱），最初麥凱恩堅持使用這一詞是正確的，在遭遇沉重批評後，麥凱恩才終於願意對此道歉。由於道歉的遲緩，這起事件也激起了亞裔美國人的憤怒。麥凱恩之後仍贏得了幾個州的初選（麻薩諸塞州、羅德島州、康乃迪克州和佛蒙特州），但最後仍無法與布希相較量。

## 2004年總統選舉

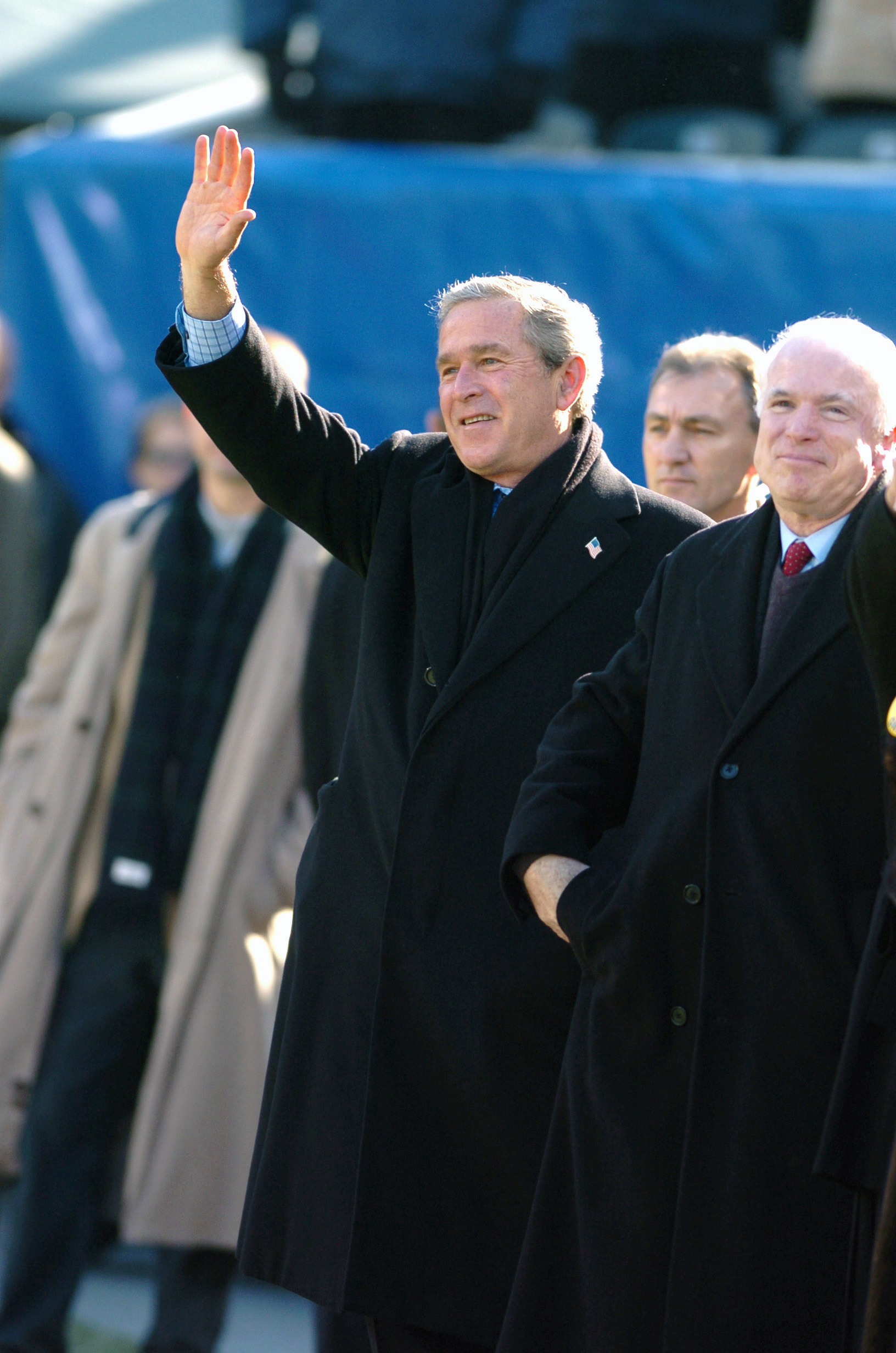
麥凱恩和布希總統在2004年12月4日。

麥凱恩在2004年美國總統選舉裡公開支持布什。自從2001年911襲擊事件以來，他經常讚美布什在反恐戰爭中的領導能力，並堅定支持布什。麥凱恩的老友和同僚、也是2004年民主黨總統候選人的麻薩諸塞州參議員約翰·凱利據傳還曾邀請麥凱恩擔任他的競選搭檔。不過，麥凱恩在選戰中一直站在布希陣營一邊，但在快艇老兵事件中，他说对凱利的服役紀錄的攻击是「不誠實而且可恥的。」

## 2008年總統選舉
在2006年的期中選舉後，麥凱恩組成了一个由特雷·華克和傑森·斯瑪爾特领导的研究小组，考察2008年參選總統的可能性。2007年2月28日他宣布角逐2008年美国总统职位。
如果麥凱恩在2008年的選舉中獲勝，他將成為美國史上依據就任時間計算第二年長的總統，72歲的年紀超過了1980年以69歲高齡就任總統的隆納·雷根。麥凱恩也否認了有關他的年齡和健康狀況的疑慮（2000年罹患皮肤癌），在2005年時宣稱他的健康狀況「非常良好」。
麥凱恩在2008年的選舉中佔有的許多優勢，包括他是全國知名的政治人物、曾發起許多主要的遊說案和競選資金改革法案、並且帶頭揭發了阿布拉莫夫醜聞、服役记录（包括了曾經身為戰俘的紀錄）、在2000年總統選舉中也曾大顯鋒頭（贏得了共和黨新罕布夏州初選）、廣泛的募款管道和能力、2004年的總統選舉裡大力協助了布希總統、及對中間選民的巨大感召力。麥凱恩對民主黨選民也有一定吸引力，例如有报道約翰·凱利曾邀請他擔任2004年民主党的副總統候选人。在2007年1月進行的一次民調中，他的支持度仅落后希拉蕊·柯林頓一个百分点。在2006年的期中選舉裡，麥凱恩參與了共和黨的346場競選集會、募集超過$1050萬元選舉資金。他還捐出了其中的$150萬元給聯邦、州、和地方共和党人士。
在2006年5月，麥凱恩在基督教福音派牧師Jerry Falwell所創立的自由大學发表开学演讲。在2000年選戰中他批評Falwell是“狭隘的特工”，媒體对此进行大幅報導，麥凱恩宣稱他永遠不會收回这个指称。在大學開幕典禮上他也解釋了參與2008年總統選舉的可能性、以及他與Falwell之間的關係，稱他們兩人已經讨论过相同的價值觀了。
不過，在2006年12月，麥凱恩推行了一項名為「停止在線上剝削我們孩子」的法案，將會規定上百萬個商業網站和個人部落格必須申報他們所刊載的違法圖片或影片，否則將會被處以$300,000元的罰款。這個法案將會影響所有大量的社交網站，而且並沒有明確定義審查的範圍和程度。一般推測這樣的法案將會激起許多線上網站用戶的反彈，並且對麥凱恩的2008年選戰有相當的負面影響。

### 選戰過程
麥凱恩於超級星期二中大獲全勝，確立了其在共和黨內領先的地位，朝總統候選人提名近了一步。經過了2008年2月5日超級星期二後，羅姆尼宣佈退出角逐選，選票人數距離第二名的麥克·赫卡比則在3月4日的「迷你星期二」後承認敗選，確定由麥凱恩代表共和黨競逐2008年美國總統大選。美國總統布什正式表態支持麥凱恩，布什在白宮接見了麥凱恩和他的妻子辛迪，並相信麥凱恩會取得總統大選的勝利；麥凱恩在共和黨內一直受到保守派的質疑（儘管他有保守派的投票紀錄，超過70%的時間均跟隨共和黨的立場投票），認為他的立場不夠保守。麥凱恩其後選擇莎拉·佩林成為共和黨第一位女性副總統候選人，後者其後成為共和黨茶黨運動的代表。
最終麥凱恩於2008年11月4日的美國總統大選中以較大落差敗給民主黨的巴拉克·奧巴馬（得到173張選舉人票，奧巴馬得到365張選舉人票；普選票以46%對53%被擊敗），無緣入主白宮。

## 2008年大选后
在選舉後，麥凱恩回復過去的參議員工作。他一改過去的溫和保守立場，轉為採取強硬的保守路線。他一直反對奧巴馬政府的政策，尤其是批評其在外交方面的軟弱。
2010年及2016年，他成功連任參議員。
麥凱恩和共和黨的2016年美國總統選舉候選人唐納·川普一直關係不睦。川普早於2015年參選不久便反讽道，認為麦凯恩不是真正的战争英雄，因为他在越战期间曾淪為越共的戰俘。麥凱恩反對特朗普具反對移民和右翼民粹主義的政策，亦反對他主張改善和俄羅斯的外交關係。他和其他反對共和黨的政治人物一樣，沒有出席共和黨在7月舉行的黨大會，有關黨大會提名川普成為共和黨的總統候選人。10月，因不滿共和黨的候選人唐納·川普被指歧視和侮辱女性的言論，宣布不支持他參選總統（事實上麥凱恩從未表態支持特朗普，只曾表示會支持共和黨的提名人）。11月特朗普當選美國總統後，他和麦凯恩的關係並未有所改善，特朗普亦沒有與其進行通話。
在特朗普成為美國總統後，麦凯恩即使投票支持其提名的大部分政府部長人選，但其與特朗普仍一直是關係不睦。他一直強烈批評特朗普主張改善和俄羅斯的外交關係。
2018年5月，麦凯恩反对美国总统特朗普提名的吉娜·哈斯佩尔担任美國中央情報局局长；当时麦凯恩已经确诊脑癌，白宫联络室特别助理凯利·沙德勒因而在一次内部会议中对麦凯恩的反对表示“没关系，反正他快死了”，该言论遭到美国各界批评，事后白宫未就此正面回应，但提到“我们尊重麦凯恩参议员对我们国家的服务，在这个困难时期，我们为他和他的家人祈祷”。

## 去世
麦凯恩晚年在2017年罹患腦癌，他的家人在2018年8月24日宣布，麦凯恩将停止接受癌症治疗。在当地时间8月25日下午4时28分，麦凯恩在妻子和家人的陪伴下，在亚利桑那库恩维尔家中逝世，享壽81岁。

## 政治觀點
麥凱恩一生都是共和黨人，並且被美國保守派聯盟列為參議院裡保守程度第83名的參議員。不過，麥凱恩也支持了一些共和黨所反對、但被不少民主黨人支持的社會議題（如認同氣候變化是人為因素造成、支持幹細胞研究等），並被美國媒體稱為共和黨裡的「異議份子」（他不會完全跟隨共和黨的立場投票），惟總體上他是共和黨的保守派中堅，尤其在外交及國防議題上。

### 外交政策
麥凱恩認為美國對於世界其他國家的外交政策必須基於自由、公義與道德責任等核心價值，不能退回到孤立主義自外於世界。

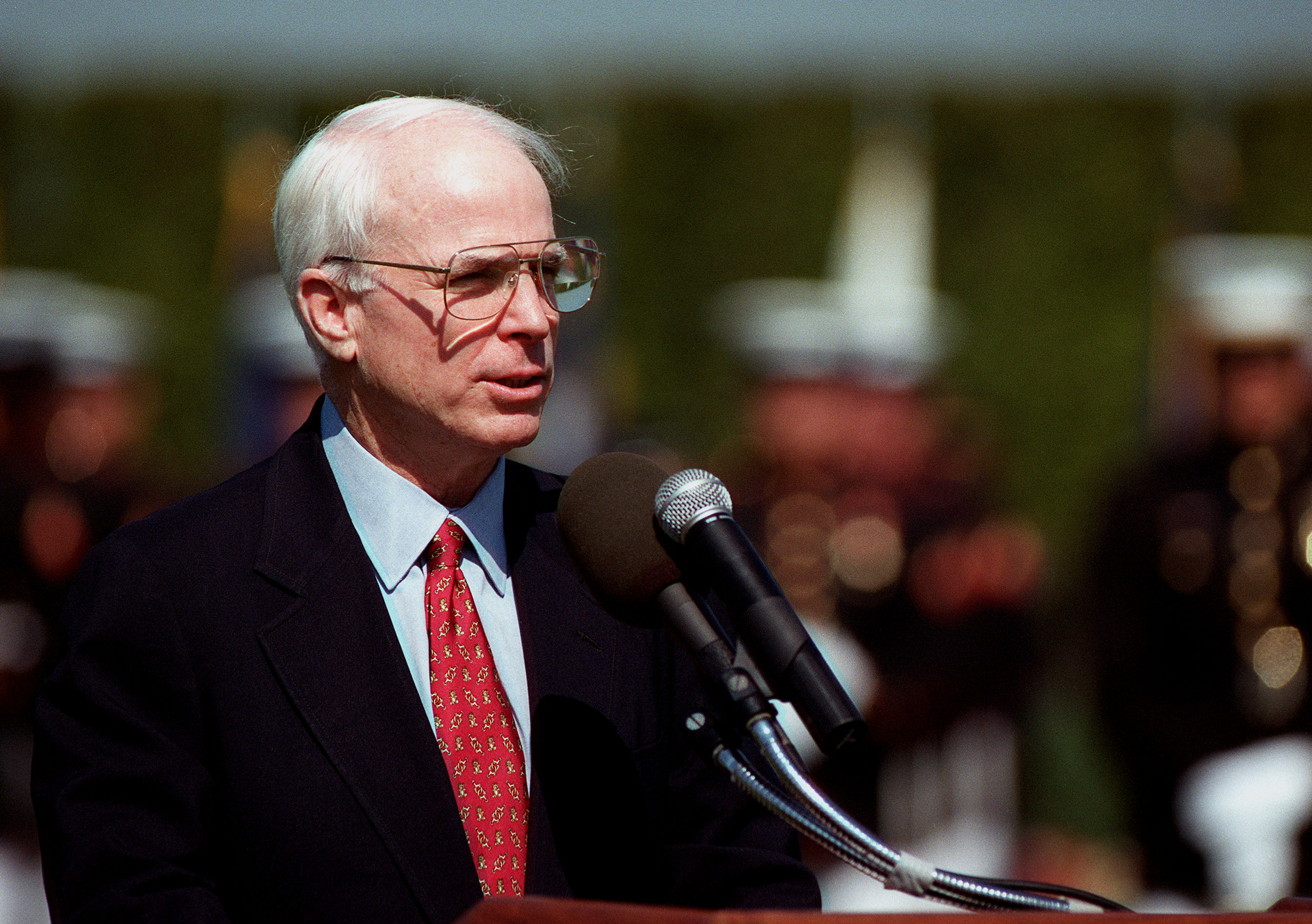
麥凱恩在五角大廈發表演說，1997年9月19日。

麥凱恩一直表現出他在外交政策上的鷹派立場。他支持2003的伊拉克戰爭、支持美國推翻海珊政權的決定、支持在伊拉克維持長久的駐軍、並且支持大多數布希總統的外交政策。他在2004年共和黨全國代表大會上的演講便是以外交政策為主軸。儘管支持戰爭，麥凱恩也曾建議布希政府改變對伊拉克的政策、但同時也要「維持既有路線」。他批評了五角大廈好幾次，認為他們在伊拉克的駐軍數量過低，並且還主張應該吸納不同種族群體的人員參與伊拉克國民軍，以表現多族群的面貌。他認為美國政府應該更努力維持公眾對於伊拉克戰爭的支持，強調道：「在海珊被推翻並遭囚禁之後，美國、伊拉克、以及全世界都因此變的更好了...為了紀念美軍的奉獻，我們必須將這場戰爭視為是一場邁向勝利的任務。」
麥凱恩也曾表達他對前國防部長唐纳·的「不信任態度」，但拒絕以他的名義要求他辭職，他解釋道：「是總統挑選了這支團隊，只要總統願意，他有權利選擇維持這支團隊。」

#### 中東
麥凱恩堅定地支持以色列。在2002年5月23日出席美國以色列公共事務委員會的一次演講中他便明確表達了這樣的立場。在2006年以黎衝突中麥凱恩表示以色列軍方對於伊斯蘭游擊隊所採取的反擊行動是正當的：「試想如果某個傢伙跨越我們的國界、殺害或綁架我們的士兵，我們會作出什麼回應？」他並且說「你覺得我們會表現徹底自制的態度嗎？那樣的自制要求應該施加在真主黨和那些支持它的國家身上——尤其是伊朗。」每當麥凱恩談及外交事務時便會變得相當暢談並且無所節制，尤其是當他談及自己對北韓、伊拉克、以及美國反恐戰爭的觀點時。
在2006年世界杯足球赛中麥凱恩曾企圖遊說FIFA禁止伊朗參賽，以懲罰之前伊朗總統艾哈邁迪內賈德說出猶太人大屠殺從未發生過的言論（這樣的言論在比賽的舉行地德國是違法的）。

#### 烏克蘭
自2014年烏克蘭親歐盟示威以來，麥凱恩堅定地公開支持親歐盟及親西方的反對派，並與民主黨及共和黨參議員一同參與基輔的集會，其後他和國會其他民主黨及共和黨領袖一同被俄罗斯制裁，被禁止入境，麥凱恩則先調侃了一番制裁措施，“我猜這意味著我在西伯利亞的春假要泡湯，手上的俄羅斯天然氣工業公司的股票要丟了，我在莫斯科的秘密銀行賬戶也要被凍結”，他對被制裁感到“自豪”，表示不會停止對烏克蘭獨立和領土完整的支持。
麦凯恩还批评了当时奥巴马政府对俄罗斯入侵乌克兰的绥靖政策，并预言了俄罗斯将对乌克兰发动全面入侵。麦凯恩说：“俄国不会允许一个自由、富足而民主的乌克兰存在。因为若是那样，俄国人民就会想要一样的东西”。麦凯恩还主张帮助全面武装乌克兰以对抗俄国入侵。

#### 越南
儘管麥凱恩曾經因為在越戰被俘虜囚禁，在參政期間，麥凱恩一直支持美國與越南恢復正常外交關係，在比爾·柯林頓總統任期內，他支持這項跨黨派的議案重新與戰爭時期曾經俘虜他的敵國——越南在1995年建立外交關係。

#### 台灣
在20世紀的東亞冷戰時代，他與其父親小麥肯都是美國軍方與政壇裡罕見積極的「台灣之友」，是堅定的反共者。

### 環保議題
與其他不承認全球暖化的共和黨人不同的是，麥凱恩也關注全球暖化和其他的環保議題。他也表示反對在北極圈野生動物保護區進行石油探測，他在國會的投票紀錄也顯示了這一傾向。不過，他也曾經投票贊成允許石油探測的法案。
麥凱恩反對政府向乙醇燃料業界的補貼。在2000年美國總統選舉中他放棄了愛荷華州的初選，便是因為了解到他對乙醇燃料業的長期反對使他沒有機會在這樣一個乙醇汽油業盛行的州份獲勝，其能源政策也使他在初選敗給小布什。
麥凱恩也是共和黨內環境保護聯盟的成員。

### 社會議題
麥凱恩於1996年投票支持捍衛婚姻法案，但于2004年投票反對了把禁止同性婚姻納入美國憲法為目標的聯邦婚姻修正案。他主張每個州應該有權利選擇是否承認同性婚姻。他也支持在亞利桑那州禁止同性婚姻的提案，雖然提案最後在2006年闖關失敗。不過他在2010年投票廢除禁止同性戀者公開從軍的不問，不說政策。
麥凱恩是支持生命（pro-life），反對墮胎，1984年6月26日，麥凱恩投票支持編號H.R.5490的反墮胎修正案，將「人」定義為包括尚未出生的嬰兒，從懷孕開始便算在內。他支持的類似法案還包括了H.R. 552生命權利法案，這個法案在2005年2月2日被提出，目的是要「對於每個出生和未出生的人類提供相同的生命權利保護」。
麥凱恩與其他民主黨人一樣，支持幹細胞研究，儘管他之前曾經反對過。

### 移民議題
麥凱恩投票支持了一項移民法案，賦予部分非法移民取得合法居留权的途径，並且創設替移民設計的就業計畫。他也支持了一些放鬆美國移民政策的法案，包括了對H-1B簽證計畫的擴展（雖然那並非正式的移民簽證）。在2005年，他與民主黨參議員泰德·甘迺迪一同發起了一項以擴展工作簽證為目標的法案。不過，他也投票支持禁止所有帶有愛滋病的人取得移民資格。在談及2006年對美國移民改革法案的抗議活動時，麥凱恩對西裔美國人社群提出警告，指出若是太多西裔國家色彩的旗幟飄揚在抗議會場，恐怕會引起美國公眾的反彈。在一次接受訪問中，麥凱恩在被問到對由移民法案的看法時（包括了在美墨邊界興建圍欄）這樣說道：「以短期間來看，那或許會保護我們的土地」但他繼續說道「以長期來看，如果你疏離那些西裔美國人，你將會付出很沉重的代價。除此之外，我認為圍欄是最沒有效率的做法，但如果人們真的想要，我還是會建立這道該死的圍牆。」

### 教育議題
麥凱恩曾表示他支持將智能设计论包括在學校的教材裡。在2005年麥凱恩告訴亞利桑那日報：他相信「所有的觀點」都應該讓學生知道。

### 反對參議院議事阻撓
在2005年5月23日，麥凱恩與其他13名參議員達成了一個跨黨派協議，阻止當時是少數黨的民主黨繼續使用議事阻撓手段干擾國會運作，同時也阻止了共和黨人繼續實行所謂的「核子手段」（以多數派優勢快速通過法案）的僵局。在這個協議之下，參議員們仍會保有對法官提名的議事阻撓權力，但民主黨同意只會在「極端的情況下」才會以此阻撓布希的提名人選，而參與協議的共和黨人則必須反制同僚的核子手段投票。由於這個協議，最後布希對上訴法院所提名的最受爭議的三名法官都被參議院所通過了。

### 對非常規囚犯的拘禁和拷問
身為曾經淪為戰俘的越戰老兵，麥凱恩原本一直對美國在反恐戰爭中對非常規戰俘的拘禁和待遇議題諱忌如深。但到了2005年10月3日，麥凱恩主動發起了一項被稱為「麥凱恩拘禁修正案」的法案，這項法案在2005年10月5日被參議院以90-9的票數通過。這項法案禁止對戰俘實行不人道的待遇，包括了那些在關塔那摩灣的戰俘在內。
在2005年12月15日，布希總統宣布他會接受麥凱恩的意見，並且會「讓全世界知道，這個政府（美國）並不會對囚犯實行拷問，同時也會遵守國際的人道協議，無論是在國內或國外。」布希總統在2005年12月30日再度聲明了他的看法，並且簽下一份署名的聲明，但仍保留了身為總統的法案解讀權限，以在必要時避免恐怖攻擊發生。
麥凱恩認為美國的軍事和情報人員在未來的聲譽會因為2006年的虐囚醜聞而蒙上一層陰影，他擔心政府的政策最終會導致美國囚犯也蒙受拷問的危險，草率執行死刑和其他酷刑，而沒有考慮到日內瓦公約的約束。他主張他提出的法案能使囚犯們得知審判中的重要情報，並且會避免刑求逼供的現象。他也主張這項法案能使中央情報局免於遭受虐待囚犯的指責。麥凱恩堅持這項法案的重要性是超乎政治考量的。
擁有在越南遭受囚禁達6年的戰俘經驗，麥凱恩也在2006年9月於參議院促成了一項協議，通過2006年的「軍事委員會法」（Military Commissions Act），禁止執政部門以人身保護令條款為由拘押那些所謂的「非法戰鬥人員」，並且使囚犯有機會在法院上對自己的拘禁提出抗辯（麥凱恩曾於1968年遭北越俘虜時被迫簽下一份假的投降聲明）。麥凱恩的協議案也赦免了所有在2005年12月30日之前9年曾經對軍事囚犯從事刑求逼供以取得虛假口供的美國官員。這則法案最後終於在2006年10月17日由布希總統簽署頒布。

### 競選籌款管制
麥凱恩主張透過政府管制選舉中的競選募款和資金流動，他在2000年的總統選舉中便將競選籌款改革作為選戰的重要議題之一。與威斯康辛州的民主黨參議員拉斯·費高德一同提出2002年的兩黨競選改革法案（Bipartisan Campaign Reform Act），禁止對全國性政黨進行毫無限制的捐款，並且限制在特定議題上進行過度宣傳。

### 預算
在經濟政策上，麥凱恩通常強調減少預算赤字，而非共和黨一般主張的減稅措施。這與布希總統在2000年總統選舉時以減稅作為主要政見形成強烈對比，在布希成為總統後，麥凱恩仍然反對布希所提出的減稅措施。麥凱恩也是參議院裡最常批評政治分肥現象的參議員之一。

## 爭議

### 基廷五人事件
被稱為「基廷五人」（基廷五人）的事件指的是一起在1980年代末期與大量信貸機構破產有關的國會醜聞。麥凱恩與其他幾名國會議員在1987年曾與聯邦住房貸款委員會（Federal Home Loan Banks Board）主席Edwin J. Gray至少見兩次面，商討如何阻止政府接管林肯儲蓄信貸銀行，當時這間銀行是查理斯·基廷的美洲大陸公司旗下機構。在1982年至1987年之間，麥凱恩從基廷和其幕僚那裡取得了大約$112,000元的政治捐款，此外麥凱恩的妻子和岳父在1986年4月投資了$359,100元至基廷擁有的一間購物中心。麥凱恩家人和保姆還从基廷处报销至少九次旅行費用，有時候免费搭乘大陆航空的班机。在得知基廷的林肯儲蓄信貸銀行發生問題後，麥凱恩趕緊支付了所有的空中航程費用，一共高達$13,433元。聯邦政府最後對基廷提出了高達$11億元的訴訟，指控他掏空林肯銀行的儲蓄挪作私用和投入政治捐款。麥凱恩由于为基廷出面干预联邦管制机构和行为失察，遭到參議院風紀委員會的譴責。在談到基廷五人事件時，麥凱恩說：「這件事帶給人一種錯誤的形象。一群參議員與一群聯邦政府人員會面是不應該的，因為那會帶給人施加不当影响的印象，這樣做也是錯誤的事情。」

### 與極端分子合影
2013年5月，麥凱恩前往敘利亞，與敘利亞自由軍溫和派首領Salim Idris將軍會談並合影留念，然而當時的合影者中有一些人後來成為極端分子，加入極端組織伊斯蘭國。2014年，這張合影照被傳到網上引發爭議。

### 其他
據傳麥凱恩曾在1998年一場共和黨的募款集會上，拿當時總統比爾·柯林頓的女兒切爾西開了個不雅笑話：「切爾西·柯林頓為什麼長得那麼醜？因為她的父親其實是珍妮特·雷諾。」（珍妮特·雷諾，當時美國司法部長）麥凱恩後來對此向柯林頓總統道歉，柯林頓也接受了道歉。
麥凱恩承認曾在從越南返國後不久有過一段婚外情。當他還在越南時，他的妻子卡羅遇上一場車禍而嚴重受傷。在1973年回到美國後，麥凱恩發現妻子已經與兩人結婚時變得大不相同了。由於這場車禍，她的身高矮了四英吋，身材也臃腫了起來，並且必須使用柺杖才能走路。到了1979年時麥凱恩認識了另一名女子辛蒂·亨絲莉，兩人逐漸發展出了婚外情。一年之後麥凱恩決定要與妻子離婚，並且在離婚後一個月與辛蒂結婚。麥凱恩依然與卡羅保持良好的關係，卡羅在2000年曾對此說道：「我仍然深戀著麥凱恩，而且我愛他直到心坎裡。」
幾名來自「911受難者家屬美國國家安全促進會」的成員指稱有一次與麥凱恩相會時，他們批評麥凱恩提出的移民改革法案不够严格、無法有效阻止恐怖份子跨越南部邊境，結果麥凱恩對他們「大吼大叫」。
麥凱恩是國際共和協會（International Republican Institute）的理事會主席，一名美國曾派駐海地的前外交官指控這個組織曾經在2000年海地總統選舉之後暗地破壞總統让-贝特朗·阿里斯蒂德與反對黨之間的協商。
在一次談論到越戰經驗時，麥凱恩曾公開使用帶有強烈種族歧視意味的「gook」一詞來形容越南人。在2000年美國總統選舉中，他曾拒絕對此道歉、並且繼續使用這一詞長達好一段時間，宣稱這一詞只是為稱呼那些俘虜他的北越人。後來在初選階段中，由於越來越多亞裔社区的抗議，為了贏得亞裔族群數量龐大的加州初選，麥凱恩才宣布不再公開使用這一詞。
在2013年8月訪問日本期間，麥凱恩與日本首相安倍晉三會面後，對媒體稱并多次強調存在領土爭議的尖閣列島為日本領土，表示中國侵犯了日本主權，並稱此為美國國會與美國政府的立場。不過美國國務院發言人普薩基在此後的記者會見中否認了這個觀點。此外，他還認為在南海及東海與中國政府存在領土紛爭的國家應站到同一陣線。此言論引起中國政府的不滿。

## 廣播・電視・電影演出
麥凱恩曾在各式各樣的媒體節目上出現。他在2005年的夏季電影（《冒牌伴郎生擒姊妹團》）裡客串演出，扮演他自己。這使他被一些評論家指稱為偽善，因為他本人之前曾經批評好萊塢善於捏造這樣風格的電影。知名的網路記者Matt Drudge評論麥凱恩的演出和整部電影是「一場笨蛋的聚會」。麥凱恩則在接受電視談話節目“The Tonight Show”訪問時對此作出回覆，稱他其實「平常都在華府與一堆笨蛋工作」。
麥凱恩也參與了電視談話節目《週六夜現場》在2002年10月12日的演出，使他成為第二位參與這個節目的美國參議員。
在2005年由Eugene Jarecki執導的紀錄片Why We Fight中，麥凱恩也接受了訪問。
麥凱恩在電視劇《24》裡作了短暫的客串演出。
麥凱恩也曾在2005年接受了電視談話節目《柯南-歐布萊恩深夜秀》的採訪。
一部在2005年製作於電視上播放的電影《將門虎子》是由麥凱恩所撰寫的越戰回憶錄為藍本拍攝的。

## 私人生活
麥凱恩信仰基督教圣公会。
1965年7月3日，28岁的麥凱恩与他的第一任妻子Carol Shepp结婚，并收养了她与前夫的两个儿子Douglas(Doug)和Andrew(Andy)，并育有一个女儿Sidney。两人于1980年2月离婚。
麥凱恩與他的第二任妻子辛蒂·亨絲莉·麥凱恩結婚後一同居住在費城。辛蒂本人也是大型啤酒公司安海斯-布希产品分销商Hansley公司的董事長，這個公司是由她父親創立的。辛蒂在2004年4月時曾經因高血壓而中風，但目前顯然已經康復了。
麥凱恩因戰爭的經歷，長年來曾接受多次醫療以治療身上的皮膚癌和胎記瘤，但病症仍一再復發，最近的幾次包括1993年、2000年、和2002年。2017年7月，麦凯恩接受手术切除右眼附近的一个血块，随后确诊患有脑瘤中常见的膠質母細胞瘤。2018年8月24日，即麥凱恩逝世前一日，麥凱恩的家人發出聲明，指麥凱恩決定不繼續接受針對膠質母細胞瘤的治療。
麥凱恩育有七名子女以及四名孫子女。麥凱恩收養了第一任妻子Carol Shepp和她前夫的兩名兒子道格(Doug)和安迪(Andy)，以及一名女兒西妮(Sidney)。麥凱恩與第二任妻子辛蒂生下了三名子女—就讀於哥倫比亞大學（2007）的梅根(Meghan)、就讀於美国海军学院（2009）的傑克(Jack)、以及就讀於布羅菲大學預備學校的詹姆斯(Jimmy)。除此之外，他與辛蒂多年前曾從一間位於孟加拉由德蕾莎修女經營的孤兒院中認養了一名小女兒布麗姬特(Bridget)。麥凱恩的兒子詹姆士在2006年被海军陆战队徵召入伍，並且在2006年9月開始新兵訓練，於2008年初結束第一次派赴伊拉克戰場任務。

## 荣誉

### 外国勋章奖章
- 自由勋章（乌克兰，2016年8月22日公布[104]）
- 旭日大绶章（日本，2018年4月29日公布[105]）

### 荣誉头衔和奖项
- 2004年12月，麥凱恩成為愛爾蘭都柏林聖三一大學（Trinity College Dublin）的所屬的哲學學會（Philosophical Society）榮譽會員[106]。
- 2005年9月28日，艾森豪協會（The Eisenhower Institute）頒給了麥凱恩「艾森豪領導獎」[107]。這個獎是為了表揚那些在生涯中達成了德懷特·艾森豪的正直和領導能力成就的個人。
- 2006年12月5日，美國猶太國家安全事務研究所（Jewish Institute for National Security Affairs）頒給麥凱恩一枚「亨利·傑克遜傑出服務獎」。

## 著作
- Character Is Destiny: Inspiring Stories Every Young Person Should Know and Every Adult Should Remember—《性格決定一切：青少年和每個成人必讀的勵志故事》，約翰·麥凱恩與Mark Salter合著。(Random House, 2005年11月) ISBN 978-1-4000-6412-0
- Why Courage Matters: The Way to a Braver Life—《為何勇氣重要：邁向勇敢生命之路》，約翰·麥凱恩與Mark Salter合著(Random House, 2004年4月) ISBN 978-1-4000-6030-6
- Odysseus in America—《奧德修斯在美國》，由Jonathan Shay、Max Cleland、約翰·麥凱恩合著。(Scribner, 2002年11月) ISBN 978-0-7432-1156-7
- Worth the Fighting for: A Memoir—《值得奮鬥的價值：回憶錄》約翰·麥凱恩與Mark Salter合著(Random House, 2002年9月) ISBN 978-0-375-50542-3
- Unfinished Business: Afghanistan, the Middle East and Beyond—Defusing the Dangers That Threaten America's Security—《未完的任務：阿富汗、中東、和其他地方—如何去除對美國國家安全的威脅》，由Harlan Ullman與約翰·麥凱恩合著(Citadel Press, 2002年6月) ISBN 978-0-8065-2431-3
- Faith of My Fathers—《將門虎子》，約翰·麥凱恩與Mark Salter合著。(Random House, 1999年8月) ISBN 978-0-375-50191-3
- The Reminiscences of Admiral John S. McCain, Jr., U.S. Navy (retired)—《對美國海軍上將（已退休的）老約翰·S·麥凱恩的回憶》由約翰·麥凱恩所著(U.S. Naval Institute, 1999年) ISBN B0006RY8ZK

## 外部連結
- 參議員約翰·麥凱恩官方網站
- 約翰·麥凱恩的2008年—總統參選研究小組 （页面存档备份，存于）
- 徵召麥凱恩活動 基層的競選組織
- 麥凱恩學生團 基層的學生組織
- 麥凱恩的參議院投票紀錄 （页面存档备份，存于）
- OpenSecrets.org 競選的募款
- Project Vote Smart 參議員檔案
- 紐約時報—約翰·麥凱恩 Archive.today的存檔，存档日期2012-12-05 新聞和評論

| 美国众议院                  | 美国众议院                                                                                   | 美国众议院                   |
| --------------------------- | -------------------------------------------------------------------------------------------- | ---------------------------- |
| 前任者： 約翰·羅德斯        | 亞利桑那州第一國會選區 眾議院議員 1983年－1987年                                             | 繼任者： 約翰·羅德斯（三世） |
| 政党职务                    |                                                                                              |                              |
| 前任者： 貝利·高華德        | 美國參議員亞利桑那州共和黨被提名人 （第3類） 1986年、1992年、1998年、 2004年、2010年、2016年 | 繼任者： 玛尔塔·麦萨利       |
| 前任者： 喬治·W·布殊        | 美國總統共和黨被提名人 2008年                                                                | 繼任者： 米特·羅姆尼         |
| 美国参议院                  |                                                                                              |                              |
| 前任者： 法蘭克·穆考斯基    | 亞利桑那州第3類參議員 1987年－2018年 與丹尼斯·德孔西尼、瓊·凱爾、 傑夫·佛雷克同時在任        | 繼任者： 瓊·凱爾             |
| 前任者： 丹尼尔·井上        | 印第安事务委员会主席 1995年－1997年 2005年－2007年                                           | 繼任者： 本·奈特霍斯·坎贝尔  |
| 前任者： 本·奈特霍斯·坎贝尔 | 印第安事务委员会主席 1995年－1997年 2005年－2007年                                           | 繼任者： 拜伦·多根           |
| 前任者： 拉里·普莱斯勒      | 参议院商务委员会主席 1997年－2001年                                                          | 繼任者： 厄内斯特·霍林斯     |
| 前任者： 厄内斯特·霍林斯    | 参议院商务委员会副主席 2001年－2003年                                                        | 繼任者： 厄内斯特·霍林斯     |
| 前任者： 厄内斯特·霍林斯    | 参议院商务委员会主席 2003年－2005年                                                          | 繼任者： 特德·史蒂文斯       |
| 前任者： 卡尔·列文          | 参议院军事委员会副主席 2013年－2015年                                                        | 繼任者： 吉姆·英霍夫         |
| 前任者： 卡尔·列文          | 参议院军事委员会主席 2015年－2018年                                                          | 繼任者： 吉姆·英霍夫         |